# Virginia Slims of Oklahoma 1988
Virginia Slims of Oklahoma 1988 — жіночий тенісний турнір, що проходив на закритих кортах з твердим покриттям Greens Country Club в Оклахома-Сіті (США). Належав до турнірів 2-ї категорії в рамках Світової чемпіонської серії Вірджинії Слімс 1988. Відбувсь утретє і тривав з 22 до 28 лютого 1988 року. Перша сіяна Лорі Макніл здобула титул в одиночному розряді.

## Фінальна частина

### Одиночний розряд
Лорі Макніл —  Бренда Шульц 6–3, 6–2
- Для Макніл це був 2-й титул за сезон і 13-й — за кар'єру.

### Парний розряд
Яна Новотна /  Катрін Сюїр —  Катаріна Ліндквіст /  Тіна Шоєр-Ларсен 6–4, 6–4
- Для Новотної це був 1-й титул за рік і 4-й — за кар'єру. Для Суїр це був 1-й титул за рік і 4-й — за кар'єру.